# Miklós Holop
Miklós Holop, né le 2 février 1925 à Budapest et mort le 13 novembre 2017, est un joueur de water-polo hongrois. 

## Carrière
Avec l'équipe de Hongrie de water-polo masculin,  Miklós Holop est médaillé d'argent aux Jeux d'été de 1948 à Londres. 
- Médaille d'argent en 1948 à Londres